# Loupfougères
Loupfougères est une commune française, située dans le département de la Mayenne en région Pays de la Loire, peuplée de 410 habitants.

## Géographie
La commune est au nord des Coëvrons, à 5 km à l'ouest de Villaines-la-Juhel, son chef-lieu de canton.
| Hardanges     | Le Ham        | Le Ham             |
| Hardanges     | Loupfougères  | Villaines-la-Juhel |
| Champgenéteux | Champgenéteux | Villaines-la-Juhel |

### Climat
Pour des articles plus généraux, voir Climat des Pays de la Loire et Climat de la Mayenne.
En 2010, le climat de la commune est de type climat océanique altéré, selon une étude du CNRS s'appuyant sur une série de données couvrant la période 1971-2000. En 2020, Météo-France publie une typologie des climats de la France métropolitaine dans laquelle la commune est exposée à un climat océanique et est dans la région climatique  Moyenne vallée de la Loire, caractérisée par une bonne insolation (1 850 h/an) et un été peu pluvieux. 
Pour la période 1971-2000, la température annuelle moyenne est de 10,5 °C, avec une amplitude thermique annuelle de 13,9 °C. Le cumul annuel moyen de précipitations est de 850 mm, avec 13,1 jours de précipitations en janvier et 7,6 jours en juillet. Pour la période 1991-2020, la température moyenne annuelle observée sur la station météorologique de Météo-France la plus proche, sur la commune du Horps à 11 km à vol d'oiseau, est de 11,1 °C et le cumul annuel moyen de précipitations est de 857,1 mm,. Pour l'avenir, les paramètres climatiques de la commune estimés pour 2050 selon différents scénarios d'émission de gaz à effet de serre sont consultables sur un site dédié publié par Météo-France en novembre 2022.

## Urbanisme

### Typologie
Au 1er janvier 2024, Loupfougères est catégorisée commune rurale à habitat très dispersé, selon la nouvelle grille communale de densité à sept niveaux définie par l'Insee en 2022.
Elle est située hors unité urbaine. Par ailleurs la commune fait partie de l'aire d'attraction de Villaines-la-Juhel, dont elle est une commune de la couronne,. Cette aire, qui regroupe 8 communes, est catégorisée dans les aires de moins de 50 000 habitants,.

### Occupation des sols
L'occupation des sols de la commune, telle qu'elle ressort de la base de données européenne d’occupation biophysique des sols Corine Land Cover (CLC), est marquée par l'importance des territoires agricoles (98,6 % en 2018), une proportion sensiblement équivalente à celle de 1990 (98,7 %). La répartition détaillée en 2018 est la suivante : 
prairies (52,2 %), terres arables (33,3 %), zones agricoles hétérogènes (13,1 %), zones urbanisées (1,4 %). L'évolution de l’occupation des sols de la commune et de ses infrastructures peut être observée sur les différentes représentations cartographiques du territoire : la carte de Cassini (XVIIIe siècle), la carte d'état-major (1820-1866) et les cartes ou photos aériennes de l'IGN pour la période actuelle (1950 à aujourd'hui).

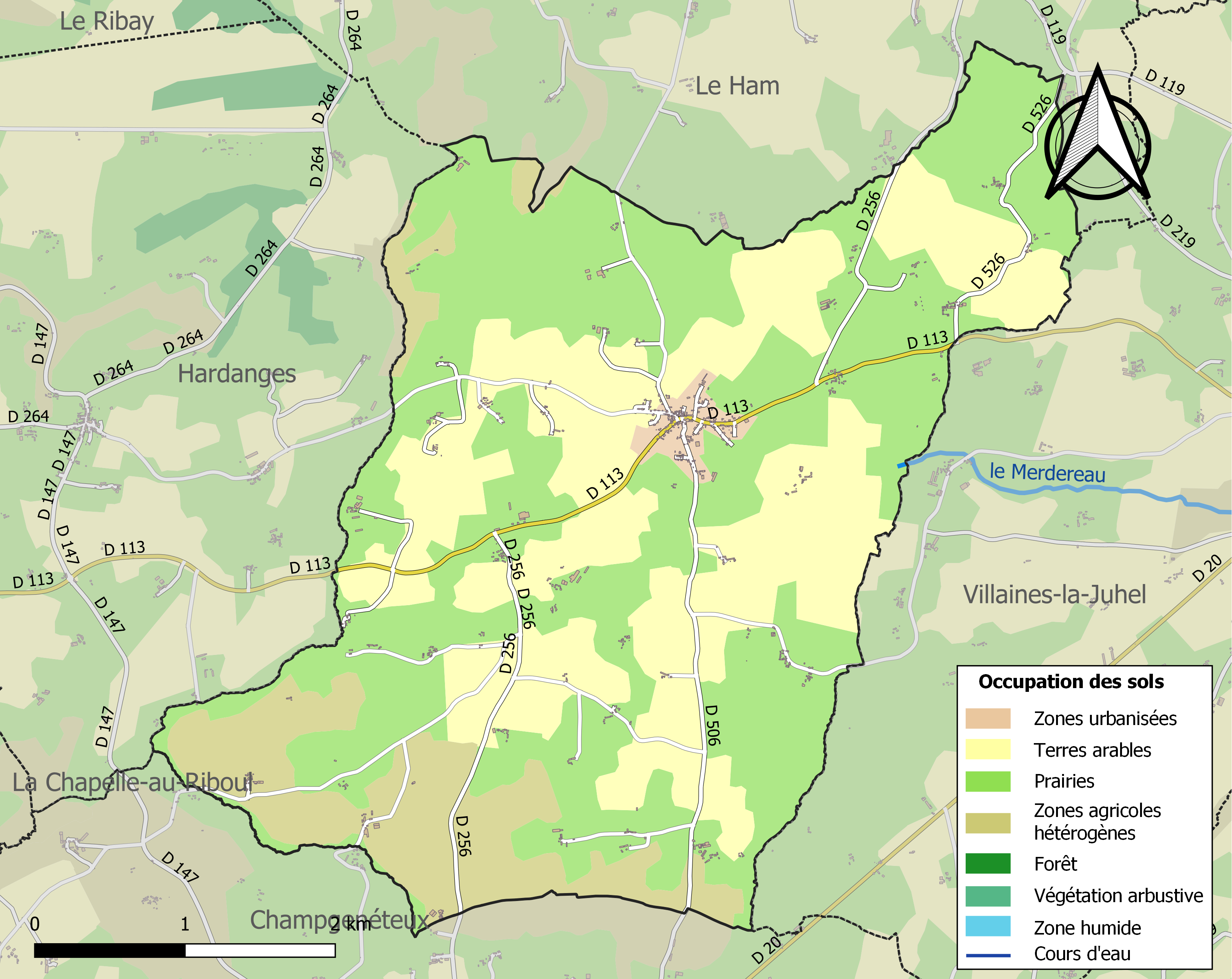
Carte des infrastructures et de l'occupation des sols de la commune en 2018 (CLC).

## Toponymie
Le gentilé est Loupfougerais.

## Histoire
En lieu et place de la traditionnelle place Pierre-Babillarde, il y avait à Loupfougères un oratoire en pierres maçonnées, sûrement détruit pour construire le monument aux morts[réf. nécessaire].

## Politique et administration
Le conseil municipal est composé de onze membres dont le maire et deux adjoints.

## Démographie
L'évolution du nombre d'habitants est connue à travers les recensements de la population effectués dans la commune depuis 1793. Pour les communes de moins de 10 000 habitants, une enquête de recensement portant sur toute la population est réalisée tous les cinq ans, les populations de référence des années intermédiaires étant quant à elles estimées par interpolation ou extrapolation. Pour la commune, le premier recensement exhaustif entrant dans le cadre du nouveau dispositif a été réalisé en 2006.
En 2022, la commune comptait 410 habitants, en évolution de +1,49 % par rapport à 2016 (Mayenne : −0,73 %, France hors Mayotte : +2,11 %).
Loupfougères a compté jusqu'à 1 101 habitants en 1881.
| 1793 | 1800 | 1806 | 1821 | 1831  | 1836  | 1841  | 1846  | 1851  |
| ---- | ---- | ---- | ---- | ----- | ----- | ----- | ----- | ----- |
| 927  | 804  | 916  | 820  | 1 024 | 1 001 | 1 028 | 1 039 | 1 061 |

| 1856  | 1861  | 1866  | 1872  | 1876  | 1881  | 1886  | 1891  | 1896  |
| ----- | ----- | ----- | ----- | ----- | ----- | ----- | ----- | ----- |
| 1 070 | 1 066 | 1 086 | 1 050 | 1 089 | 1 101 | 1 030 | 1 014 | 1 005 |

| 1901 | 1906 | 1911 | 1921 | 1926 | 1931 | 1936 | 1946 | 1954 |
| ---- | ---- | ---- | ---- | ---- | ---- | ---- | ---- | ---- |
| 948  | 891  | 790  | 689  | 690  | 673  | 645  | 633  | 594  |

| 1962 | 1968 | 1975 | 1982 | 1990 | 1999 | 2006 | 2011 | 2016 |
| ---- | ---- | ---- | ---- | ---- | ---- | ---- | ---- | ---- |
| 541  | 471  | 383  | 394  | 400  | 368  | 427  | 394  | 404  |

| 2021 | 2022 | - | - | - | - | - | - | - |
| ---- | ---- | - | - | - | - | - | - | - |
| 411  | 410  | - | - | - | - | - | - | - |

## Activité et manifestations
Loupfougères a accueilli un concert de Stone et Charden et a aussi été le décor d'une scène de tournage du film Cinq jours en juin de Michel Legrand.

## Sports
Le Football Club de Loupfougères fait évoluer deux équipes de football en division de district.

## Culture locale et patrimoine

### Lieux et monuments
- Église Saint-Martin, du XIXe siècle.
- Chapelle de la Croix Huchot (XIXe).
- Grotte de Lourdes (XXe).

### Personnalités liées à la commune
- Guillaume Turmeau (XVIIe siècle), religieux, prieur-curé de Loupfougères en 1612.